# Венсан Же
Венсан Же (фр. Vincent Jay, 18 травня 1985) — французький біатлоніст, олімпійський чемпіон 2010 року в спринті, срібний призер юніорського чемпіонату світу 2006 року в спринті. 
До Олімпіади у Ванкувері Венсан Же тільки одного разу вигравав етап кубка світу. У спринтерській гонці у Ванкувері йому дещо поталанило — різка зміна погоди обмежила число реальних претендентів на п'єдестал 10-15 біатлоністами, які стартували раніше від інших. Однак, Венсан влучно відстрілявся з обох положень і швидше за інших пробіг дистанцію, що принесло йому золоту медаль. У гонці переслідування, він стартував із гандикапом, визначеним результатами спринтерської гонки, й зумів утриматися на третьому місці, чим підтвердив невипадковість свого успіху.

## Виступи на Олімпійських іграх
| Рік  | Місце проведення | Інд | Спр | Пр | МС | Ест |
| 2010 | Ванкувер         | 60  | 1   | 3  | 8  | 6   |

## Виступи на чемпіонаті світу
| Рік  | Міце проведення | Інд | Спр | Пр | МС | Ест | ЗМ |
| 2008 | Естерсунд       | х   | х   | х  | х  | х   | 7  |
| 2009 | Пхьончхан       | 23  | 43  | 39 | х  | 4   | х  |
| 2011 | Ханти-Мансійськ | 19  | 45  | 56 | х  | 12  | х  |
| 2012 | Рупольдінг      | 29  | х   | х  | х  | х   | х  |

Попри те, що Венсан є Олімпійським чемпіоном та багаторазовим призером етапів кубка світу з біатлону, йому поки що не вдалося проявити себе на чемпіонатах світу з біатлону. Він тричі брав участь у чемпіонатах світу і найкращим його особистим досягненням є 19 місце в спринті на чемпіонаті світу 2011 року.

## Кар'єра в Кубку світу
Першим роком Венсана в біатлоні був 1999 рік, а починаючи з 2005 року він почав виступати за національну збірну Франції з біатлону. Найкращих результатів Жею вдалося досягти в сезоні 2009/2010 років, саме в цьому сезоні йому вдалося стати олімпійським чемпіоном, а за підсумками сезону посісти 11 місце в загальному заліку біатлоністів. В наступних сезонах йому на жаль не вдавалося досягти значних успіхів в особистих змаганнях, однак він продовжував лишатися надійним бійцем в естафетних гонках. У грудні 2012 року вирішив завершити свою біатлонну кар'єру, його останньою гонкою стала естафета на 2 етапі Кубка світу в Гохфільцені де він разом з товаришами по команді виборов срібну нагороду. 
- Дебют в кубку світу — 23 березня 2006 року в спринті в Хольменколені — 65 місце.
- Перша перемога - 11 березня 2009 року в  індивідуальній гонці в Ванкувері.
- Перший особистий подіум - 11 березня 2009 року в  індивідуальній гонці в Ванкувері — 1 місце.
- Перше попадання в залікову зону — 7 грудня 2007 року в спринті в Гохфільцені — 30 місце.
- Перше попадання на розширений подіум — 11 березня 2009 року в  індивідуальній гонці в Ванкувері — 1.
- Останній виступ — 7 грудня 2012 року в естафеті в Гохфільцені — 2.

### Загальний залік в Кубку світу
- 2007—2008— 83-е місце (9 очок)
- 2008—2009— 29-е місце (293 очки)
- 2009—2010 — 11-е місце (563 очки)
- 2010—2011 — 20-е місце (397 очок)
- 2011—2012 — 48-е місце (130 очок)
- 2012—2013 — 99-е місце (2 очки)

### Найкращий результат у сезоні
| № п/п | Сезон     | Місце проведення | Дисципліна           | Результат |
| ----- | --------- | ---------------- | -------------------- | --------- |
| 1     | 2005-2006 | Хольменколен     | Спринт               | 65        |
| 2     | 2006-2007 | Ханти-Мансійськ  | Гонка переслідування | 49        |
| 3     | 2007-2008 | Поклюка          | Індивідуальна гонка  | 26        |
| 4     | 2008-2009 | Ванкувер         | Індивідуальна гонка  | 1         |
| 5     | 2009-2010 | Ванкувер         | Спринт               | 1         |
| 6     | 2010-2011 | Поклюка          | Індивідуальна гонка  | 5         |
| 7     | 2011-2012 | Гохфільцен       | Спринт               | 9         |
| 8     | 2012-2013 | Гохфільцен       | Спринт               | 39        |

За шість років виступів на етапах кубка світу Венсан 13 разів підіймався на подіум, в тому числі 9 разів у складі естафетних збірних.

## Статистика стрільби
| № п/п | Сезон     | Загальна        | Індивідуальна гонка | Спринт        | Гонка переслідування | Мас-старт     | Естафета      |
| ----- | --------- | --------------- | ------------------- | ------------- | -------------------- | ------------- | ------------- |
| 1     | 2005-2006 | 80% (8/10)      | 0% (0/0)            | 80% (8/10)    | 0% (0/0)             | 0% (0/0)      | 0% (0/0)      |
| 2     | 2006-2007 | 85% (68/80)     | 80% (32/40)         | 85% (17/20)   | 95% (19/20)          | 0% (0/0)      | 0% (0/0)      |
| 3     | 2007-2008 | 75,4% (147/195) | 85% (34/40)         | 75% (60/80)   | 73,3% (44/60)        | 0% (0/0)      | 60% (9/15)    |
| 4     | 2008-2009 | 87,4% (630/412) | 87,5% (70/80)       | 90% (90/100)  | 87% (87/100)         | 88,3% (53/60) | 83,3% (60/72) |
| 5     | 2009-2010 | 88% (381/433)   | 86,3% (69/80)       | 92% (92/100)  | 92% (92/100)         | 89% (89/100)  | 73,6% (39/53) |
| 6     | 2010-2011 | 86,8% (355/409) | 96,3% (77/80)       | 84% (84/80)   | 85% (85/100)         | 92% (72/80)   | 75,5% (37/49) |
| 7     | 2011-2012 | 79,5% (205/258) | 86,7% (52/60)       | 73,8% (59/80) | 82,5% (66/80)        | 0% (0/0)      | 73,7% (28/38) |
| 8     | 2012-2013 | 84,3% (59/70)   | 85,0% (15/20)       | 80% (16/20)   | 80% (16/20)          | 0% (0/0)      | 99,9% (10/10) |